# Marco Bezzecchi
Marco Bezzecchi, né le 12 novembre 1998 à Rimini, est un pilote de vitesse moto italien.

## Carrière

### Junior
Marco a remporté le championnat italien Moto3 en 2015, et a également fait ses débuts dans le Championnat du monde Junior FIM CEV Moto3 cette saison-là. Il a terminé l'année à la 16e place du classement, avec 29 points, terminant dans le top 10 à trois reprises. Le Championnat du monde Junior FIM CEV Moto3 2016 a été très similaire pour lui, terminant dans le top 10 à trois reprises, cette fois-ci en marquant 31 points, ce qui fut suffisant pour la 18e place du classement.

#### Championnat du monde Moto3

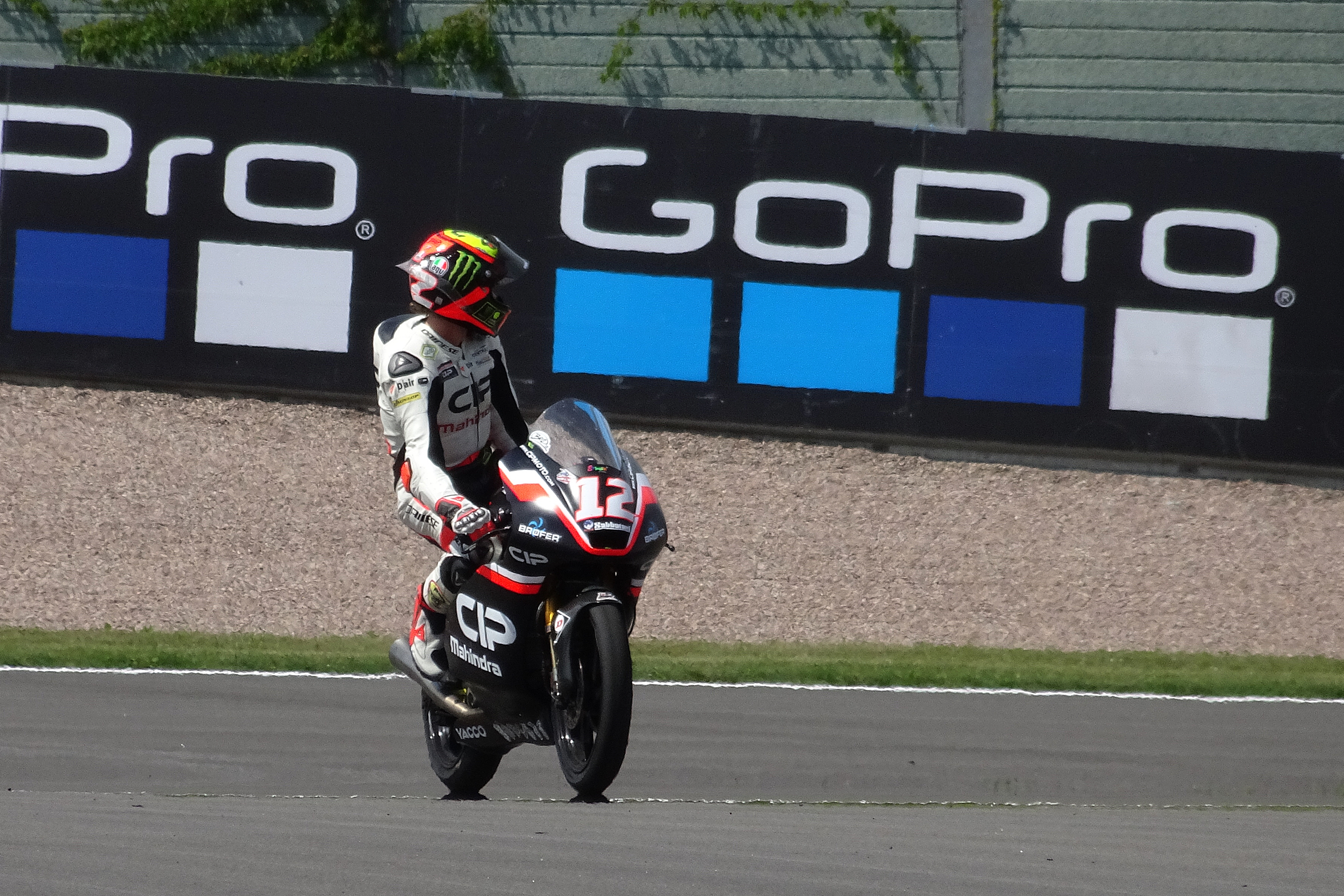
Marco Bezzecchi au Sachsenring en

Bezzecchi a fait ses débuts dans le Championnat du monde Moto3 2015, avec deux participations en wild-card, terminant 26e au Qatar et abandonnant au Grand Prix d'Italie.
Lors de la saison 2016, il a de nouveau participé qu'à deux courses, abandonnant en Autriche et terminant 24e en Grande-Bretagne.
En 2017 il a participé à temps plein au Championnat du monde Moto3, pilotant pour Mahindra CIP, coéquipier de Manuel Pagliani. Bezzecchi a connu un début de saison discret jusqu'à la course au Japon ; il avait terminé 14e une fois et 15e deux fois mais lors de la course de Motegi, il a réussi à obtenir une 3e place, son premier podium. Il termine donc sa saison avec 20 points, 23ème au classement et deuxième rookie.

## Statistiques

### Par saison
(Mise à jour après le Grand Prix moto solidaire de Barcelone 2024)
| Sais  | Cat.   | Moto     | Course | Vict | Pod | Pole | M.tour | Pts  | Pos | Titre |
| ----- | ------ | -------- | ------ | ---- | --- | ---- | ------ | ---- | --- | ----- |
| 2015  | Moto3  | Mahindra | 2      | 0    | 0   | 0    | 0      | 0    | NC  | -     |
| 2016  | Moto3  | Mahindra | 2      | 0    | 0   | 0    | 0      | 0    | NC  | -     |
| 2017  | Moto3  | Mahindra | 18     | 0    | 1   | 0    | 0      | 20   | 23e | -     |
| 2018  | Moto3  | KTM      | 18     | 3    | 9   | 2    | 0      | 214  | 3e  | -     |
| 2019  | Moto2  | KTM      | 19     | 0    | 0   | 0    | 0      | 17   | 23e | -     |
| 2020  | Moto2  | Kalex    | 15     | 2    | 7   | 1    | 1      | 184  | 4e  | -     |
| 2021  | Moto2  | Kalex    | 18     | 1    | 7   | 1    | 0      | 214  | 3e  | -     |
| 2022  | MotoGP | Ducati   | 20     | 0    | 1   | 1    | 0      | 111  | 14e | -     |
| 2023  | MotoGP | Ducati   | 20     | 3    | 7   | 3    | 4      | 329  | 3e  | -     |
| 2024  | MotoGP | Ducati   | 20     | 0    | 1   | 0    | 0      | 153  | 12e | -     |
| Total |        |          | 152    | 9    | 33  | 8    | 5      | 1242 |     |       |

### Par catégorie
(Mise à jour après le Grand Prix moto solidaire de Barcelone 2024)
| Catégorie | Année     | 1er GP   | 1er Podium | 1re Victoire | Courses | Victoires | Podiums | Pole | M.tours¹ | Points | Titres |
| --------- | --------- | -------- | ---------- | ------------ | ------- | --------- | ------- | ---- | -------- | ------ | ------ |
| Moto3     | 2015-2018 | QAT 2015 | JPN 2017   | ARG 2018     | 40      | 3         | 10      | 2    | 0        | 234    | 0      |
| Moto2     | 2019-2021 | QAT 2019 | AND 2020   | STY 2020     | 52      | 3         | 14      | 2    | 1        | 415    | 0      |
| MotoGP    | 2022-     | QAT 2022 | NED 2022   | ARG 2023     | 60      | 3         | 9       | 4    | 4        | 593    | 0      |
| Total     | 2015-     |          |            |              | 152     | 9         | 33      | 8    | 5        | 1242   | 0      |

### Résultats détaillés
| Sais | Cat    | Moto     | 1       | 2       | 3       | 4        | 5       | 6       | 7      | 8       | 9        | 10      | 11      | 12      | 13      | 14     | 15     | 16      | 17      | 18       | 19     | 20       | 21  | 22  | Clas | Pts |
| ---- | ------ | -------- | ------- | ------- | ------- | -------- | ------- | ------- | ------ | ------- | -------- | ------- | ------- | ------- | ------- | ------ | ------ | ------- | ------- | -------- | ------ | -------- | --- | --- | ---- | --- |
| 2015 | Moto3  | Mahindra | QAT 26  | AME     | ARG     | SPA      | FRA     | ITA Ab. | CAT    | NED     | GER      | IND     | CZE     | GBR     | RSM     | ARA    | JPN    | AUS     | MAL     | VAL      |        |          |     |     | NC   | 0   |
| 2016 | Moto3  | Mahindra | QAT     | ARG     | AME     | SPA      | FRA     | ITA     | CAT    | NED     | GER      | AUT Ab. | CZE     | GBR 24  | RSM     | ARA    | JPN    | AUS     | MAL     | VAL      |        |          |     |     | NC   | 0   |
| 2017 | Moto3  | Mahindra | QAT 25  | ARG 19  | AME 17  | SPA Ab.  | FRA 15  | ITA 17  | CAT 14 | NED 16  | GER 15   | CZE 22  | AUT Ab. | GBR 19  | RSM Ab. | ARA 18 | JPN 3  | AUS Ab. | MAL 19  | VAL 28   |        |          |     |     | 23e  | 20  |
| 2018 | Moto3  | KTM      | QAT 14  | ARG 1   | AME 3   | SPA 2    | FRA Ab. | ITA 2   | CAT 2  | NED Ab. | GER 2    | CZE 6   | AUT 1   | GBR C   | RSM Ab. | ARA 2  | THA NC | JPN 1   | AUS Ab. | MAL 5    | VAL 20 |          |     |     | 3e   | 214 |
| 2019 | Moto2  | KTM      | QAT 26  | ARG 16  | AME Ab. | SPA 22   | FRA 18  | ITA 23  | CAT 23 | NED 10  | GER 19   | CZE 12  | AUT 23  | GBR 19  | RSM Ab. | ARA 15 | THA 10 | JPN Ab. | AUS Ab. | MAL Ab.  | VAL 19 |          |     |     | 23e  | 17  |
| 2020 | Moto2  | Kalex    | SPA 12  | SPA Ab. | ANC 3   | CZE 6    | AUT 6   | STY 1   | RSM 2  | EMR 2   | CAT 7    | FRA 3   | ARA Ab. | TER Ab. | EUR 1   | VAL 3  | POR 4  |         |         |          |        |          |     |     | 4e   | 184 |
| 2021 | Moto2  | Kalex    | QAT 4   | DOA 4   | POR 6   | SPA 2    | FRA 3   | ITA 3   | CAT 4  | GER 3   | NED 5    | STY 1   | AUT 10  | GBR 2   | ARA Ab. | RSM 5  | AME 3  | EMI Ab. | ALR 8   | VAL 20   |        |          |     |     | 3e   | 214 |
| 2022 | MotoGP | Ducati   | QAT Ab. | IND 20  | ARG 9   | AME Ab.  | POR 15  | ESP 9   | FRA 12 | ITA 5   | CAT Ab.  | GER 11  | NED 2   | GBR 10  | AUT 9   | RSM 17 | ARA 10 | JPN 10  | THA 16  | AUS 4    | MAL 4  | VAL 11   |     |     | 14e  | 111 |
| 2023 | MotoGP | Ducati   | POR 3   | ARG 12  | AME 6   | ESP Ab.9 | FRA 17  | ITA 82  | ALL 47 | NED 21  | GBR Ab.2 | AUT 3   | CAT 128 | RSM 2   | IND 15  | JPN 46 | IND 53 | AUS 6   | THA 46  | MAL 67   | QAT 13 | VAL Ab.7 |     |     | 3e   | 329 |
| 2024 | MotoGP | Ducati   | QAT 14  | POR 6   | AME 8   | SPA 3    | FRA Ab. | CAT 119 | ITA 13 | NED Ab. | GER 8    | GBR 8   | AUT 68  | ARA 7   | RSM 5   | EMI 48 | INA 54 | JPN 7   | AUS 19  | THA Ab.7 | MAL 9  | SLD 98   |     |     | 12e  | 153 |
| 2025 |        |          | THA     | ARG     | AME     | QAT      | ESP     | FRA     | GBR    | ARA     | ITA      | NED     | ALL     | TCH     | AUT     | HON    | CAT    | RSM     | JPN     | IND      | AUS    | MAL      | POR | VAL |      |     |

*Saison en cours

## Palmarès

### Victoires en Moto3: 3
| Année | Lieu du Grand Prix          | Circuit                       | Ville               |
| ----- | --------------------------- | ----------------------------- | ------------------- |
| 2018  | Grand Prix moto d'Argentine | Autódromo Termas de Río Hondo | Santiago del Estero |
| 2018  | Grand Prix moto d'Autriche  | Circuit de Spielberg          | Spielberg           |
| 2018  | Grand Prix moto du Japon    | Twin Ring Motegi              | Motegi              |

### Victoires en Moto2: 3
| Année | Lieu du Grand Prix        | Circuit              | Ville     |
| ----- | ------------------------- | -------------------- | --------- |
| 2020  | Grand Prix moto de Styrie | Circuit de Spielberg | Spielberg |
| 2020  | Grand Prix moto d'Europe  | Circuit de Valence   | Valence   |
| 2021  | Grand Prix moto de Styrie | Circuit de Spielberg | Spielberg |

### Victoires en MotoGP: 4
| Année | Lieu du Grand Prix          | Circuit                       | Ville               |
| ----- | --------------------------- | ----------------------------- | ------------------- |
| 2023  | Grand Prix moto d'Argentine | Autódromo Termas de Río Hondo | Termas de Río Hondo |
| 2023  | Grand Prix moto de France   | Circuit Bugatti               | Le Mans             |
| 2023  | Grand Prix moto d'Inde      | Circuit international Buddh   | Greater Noida       |

## Distinctions
- Médailles d'argent du mérite sportif décernées par le Comité olympique national italien [3]